# 品川女子學院
品川女子學院（日语：／）是一所位於東京都品川區北品川的私立女子中學及高中學校。

## 概要
1925年，由日本眾議院議員兼全國町村長會會長漆昌巖的女兒漆雅子設立荏原女子技藝傳習所。
之後在1926年改名為「品川女學校」，在1929年再改名為「品川高等女學校」，在1947年和1948年學制改革，名稱歷經「品川中學校」、「品川高等學校」，最後在1991年改為「品川女子學院」，完全中學開始。

## 沿革
1926年4月，在權現山公園（現在的品川區立城南中學校校庭）的荏原女學校開校。

1929年，財團法人品川高等女學校成立，位在現在的地點「品川高等女學校」（舊品川小學校）開校。

1947年，品川中學校

1948年，品川高等學校

1951年，組織變更為學校法人品川高等學校。

1991年，校名變更為「品川女子學院」，完全中學開始。

2004年，學校停止招收高中生，改為初中高中一體辦學制。

## 交通
京急本線北品川站步行2分鐘。

## 校友
魚住咲恵

大石恵（日本電視藝人）

鴨下望美

櫻田淳子（日本前女演員與歌手）

島倉千代子（歌手）

高瀬友規奈（歌手）

天馬 ルミ子（日本前歌手）

NaChu（日本電視藝人）

Pile（歌手、聲優）

相賀真理子

廣末涼子（日本女演員）

八木沼純子

山口百惠（前日本女歌手、演員）

山本麻里安（聲優）

## 外部連結
- 品川女子學院